# شامو (فیلم)
شامو (به انگلیسی: Shamo) یک فیلم سینمایی رزمی هنگ کنگی محصول سال ۲۰۰۷ به کارگردانی چانگ پو سوئی که بر اساس مانگای ژاپنی به همین نام ساخته شده‌است. در این فیلم شان یوئه در نقش یک زندانی بازی می‌کند که، توسط هم زندانی‌اش با بازی فرانسیس نگ برای یک مبارز خشن و حرفه‌ای آموزش دیده‌است.

## بازیگران
- شان یوئه در نقش ریو ناروشیما
- آنی لیو در نقش مگومی
- فرانسیس نگ در نقش کنجی کوروکاوا
- ریو ایشیباشی در نقش رئیس اصلی ساکی
- دیلن کوو در نقش ریویچی یامازاکی
- لیانگ سیو-لونگ در نقش کنسوکه موچیزوکی
- پی پی در نقش ناتسومی ناروشیما
- زینگ چائو در نقش کوهی فوجیوشی